# Alfredo Enrique Peralta Azurdia

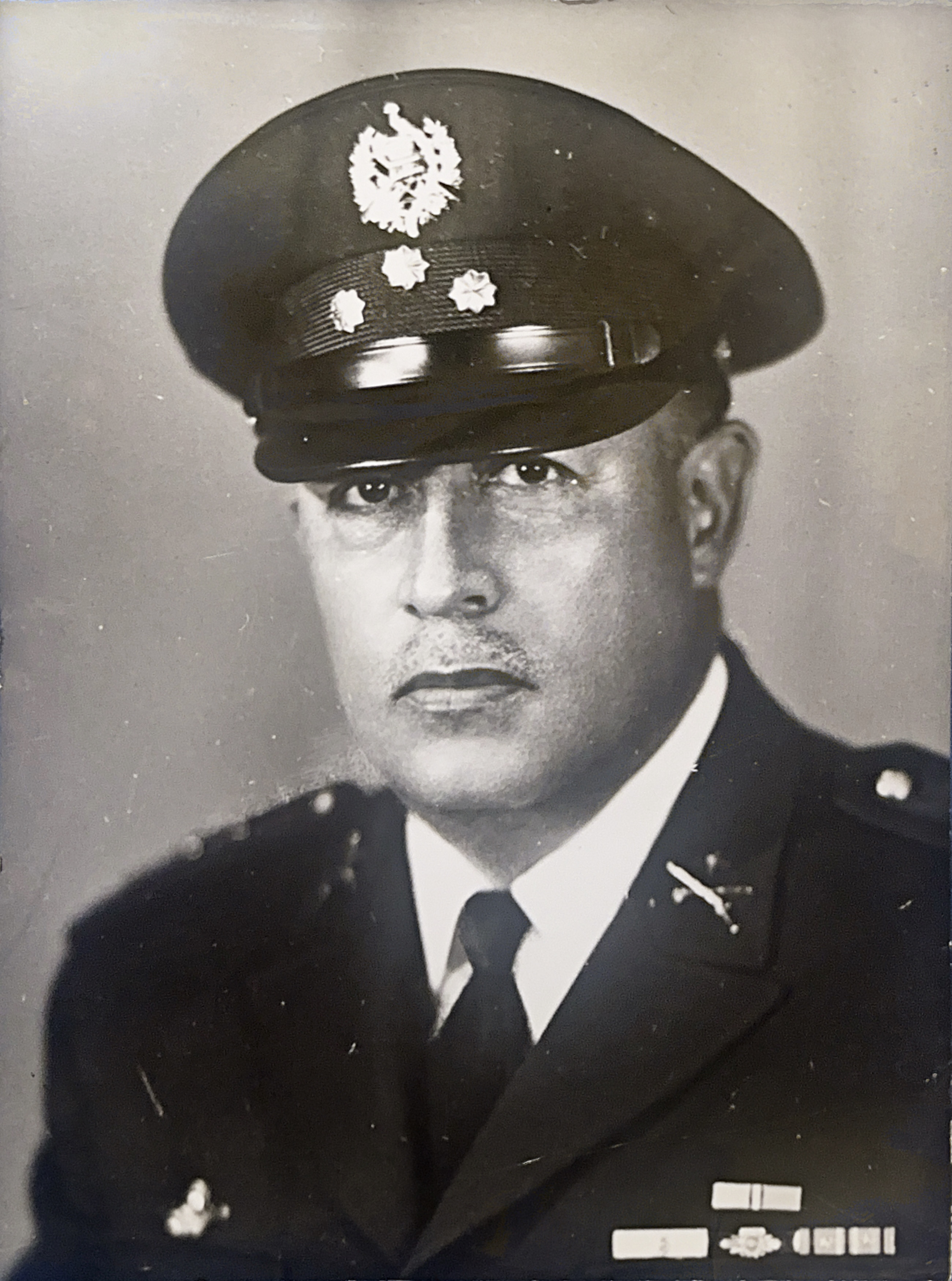
Offizielles Porträt

Alfredo Enrique Peralta Azurdia (* 17. Juni 1908 in Guatemala-Stadt; † 19. Februar 1997 in Miami, Florida) war vom 31. März 1963 bis 30. Juni 1966 Präsident von Guatemala.

## Leben
Seine Eltern waren Ana Azurdia und Juan Peralta. 1926 trat er in die Armee ein, wo er an der Militärakademie Escuela Politécnica de Guatemala studierte. 1937 wurde Peralta zum stellvertretenden Direktor der Escuela Politécnica de Guatemala. Später war er Militärattaché an den Botschaften Guatemalas in Mexiko-Stadt, Santiago de Chile, San José, San Salvador und Washington, D.C.
Am Abend des 17. November 1960 besetzten Truppen unter dem Kommando von Oberst Peralta ohne Widerstand den Stützpunkt von Puerto Barrios und beendeten damit den Aufstand vom 13. November 1960, welcher in der Fuerte de Matamoros begann. 1960 wurde Peralta zum Director del Departamento Agrario (DAN). Durch den Aufstand der Fuerte de Mantamoros trat Rubén González Siguí (Puñalada) als Verteidigungsminister zurück und José Miguel Ramón Idígoras Fuentes berief Peralta zum Verteidigungsminister.
Ende 1962 wurde bei einer Besprechung von John F. Kennedy, Richard Helms und John O. Bell das Ende der Regierung Idígoras beschlossen.
Im Januar 1963 legte Peralta Veto gegen eine Kandidatur von Juan José Arévalo zum Präsidenten ein. Am 28. März 1963 trat Idígoras vor die Presse und stellte Arévalo als Präsidentschaftskandidaten vor.  Am 31. März 1963 wurde Idígoras durch Peralta und 15 weiteren Obersten aus Schlüsselpositionen geputscht.
Mario Méndez Montenegro (Partido Revolucionario PR), Mario Sandoval Alarcón (Movimiento de Liberación Nacional, MLN), Salvador Hernández Villalobos (Democracia Cristiana, DC), die Handelskammer (Cámara de Comercio), die Kaffeeproduzenten (Asociación Nacional del Café, ANACAFE) und die Zuckerproduzenten (Asociación Nacional de Cañeros) begrüßten den Putsch.
Peralta herrschte unter Ausnahmezustand. Dabei brach seine Regierung die Landesverfassung von 1956, indem sie das Parlament auflöste sowie der Partei Idígoras und der MDN, einer ihrer Verbündeten, die Juristische Person. Es wurde ein Decreto 9, Defensa de las Instituciones Democráticas erlassen: Delikte gegen die Innere Sicherheit wurden von nun an vor Militärgerichten verhandelt. Zwei Jahre Gefängnis waren für das Verteilen kommunistischer Literatur vorgesehen, fünf für die Produktion von Sprengmitteln.
Zehn für die Mitgliedschaft in der Kommunistischen Partei und 15 Jahre für Terrorismus. Jede Person, welche an terroristischen Handlungen mit tödlichem oder verletzendem Verlauf beteiligt war, sollte exekutiert werden. Dieses Gesetz wurde willkürlich angewandt und zur Verfolgung von Menschen, welche von ihrer Koalitionsfreiheit als Beschäftigte Gebrauch machten, genutzt.
Seine Regierung hatte die Bekämpfung von Korruption als Ziel, die es unter Idígoras weitgehend gab. Sie orientierte sich außerdem am Entwicklungsmodell, welches von den internationalen Finanzorganisationen vorgegeben war. Guatemala war weiter aktivster Teilnehmer des Mercado Común Centro Americano.
Peralta propagierte die Zahlung von Mindestlöhnen, die Verpflichtung der Arbeitgeber ein Weihnachtsgeld zu zahlen, die Einrichtung einer Rentenversicherung für mindestens ein Prozent der Bevölkerung. Guatemala war der letzte Staat in Zentralamerika, welcher diese Abgabe einführte. Die Arbeitgeberverbände Asociacion General de Agricultores (AGA) und Comité Coordinador de Asociaciones Agrícolas, Comerciales, Industriales y Financieras (CACIF) opponierten gegen diese Maßnahme.
Peralta gründete 1963 die Partido Institucional Democrática (PID). 1965 erließ eine verfassungsgebende Versammlung eine neue Verfassung, dabei wurde die Amtszeit von Präsidenten von sechs auf vier Jahre verkürzt.

## Exploraciones y Explotaciones Mineras de Izabal S.A.
Nickel wurde durch EXMIBAL einer Filiale der Vale Inco seit 1965 mit einer Konzession von 40 Jahren gefördert. Wie 1956, ließ auch 1965 die Militärregierung einen INCO-Techniker ihr Bergbaugesetz redigieren.

## Menschenrechtsverletzungen
Am 28. April 1966 verabschiedete das Parlament, nur kurz vor seiner Auflösung, ein Amnestiegesetz für alle Mitglieder der Armee und der Polizei, für den Zeitraum seit dem 3. Juli 1954.
Am 3., 4. und 5. März 1966 wurden über 32 Menschen nach einer Razzia verschleppt und extralegal exekutiert. Die Guerillaorganisationen Partido Guatemalteco del Trabajo, Fuerzas Armadas Revoluciónarias (FAR) und Movimiento Revolucionario 13 de Noviembre  berichteten dabei von 28 Deportierten. Am 3. und 4. Mai 1966 entführte die FAR den Vizepräsidenten des Parlamentes, den vorsitzenden Richter des obersten Gerichtes und den Informationsminister. Sie stellte ein Ultimatum zur Vorstellung der Verschwundenen, nannte die Orte, von welchen sie annahm, dass dort die Verschleppten festgehalten wurden: die Gefängnisse der Guardia de Hacienda, der Policía Nacional, einige Kasernen und ein Gefängnis der Policía Judicial.
Mitte Juli 1966 berichteten zwei ehemalige Offiziere, dass die Verschwundenen teilweise auf Befehl von Oberst Rafael Arriaga Bosque, dem von Mendez Montenegro ernannten Verteidigungsminister, gefoltert, ermordet und in Plastiksäcke gepackt wurden, und anschließend via La Aurora über dem Pazifik abgeworfen worden sind. Familienangehörige der Verschwundenen stellten Strafanzeigen gegen die ehemaligen Direktoren der Policía Judicial, Alberto Barrios und José María Moreira, den ehemaligen Direktor der Policía Nacional, Luis González Salaverría und den ehemaligen Direktor der Guardia de Hacienda, Oberst Luis Coronado Urrutia und Capitán Justo Rodríguez. Die Regierung, das Parlament sowie der oberste Gerichtshof sagten zu, die Verbrechen zu untersuchen. Die Verbrechen blieben unbestraft.
Am 6. März 1966 wurde Julio César Méndez Montenegro zum Präsidenten gewählt. Am 4. Mai 1966 räumte dieser dem Militär Handlungsfreiheit bei der asymmetrischen Kriegführung ein und trat am 1. Juli 1966 sein Amt an.
Die Todesschwadron, Movimiento de Acción Nacionalista Organizado (MANO, Symbol eine weiße Hand)  machte ihre Existenz am 3. Juni 1966 zum ersten Mal öffentlich. 1967 verbreiteten diese und ähnliche Gruppen Terror, beispielsweise, indem sie Flugblätter mit Listen von Leuten verteilten, welche sie als Kommunisten bezichtigten und mit dem Tod bedrohten.
Oberst Enrique Peralta Azurdia zog sich aus dem politischen Leben zurück und lebte bis zu seinem Tod in Miami (USA).